# Spiennes
Spiennes är en ort i Belgien. Den ligger i provinsen Hainaut och regionen Vallonien, i den centrala delen av landet, 50 km sydväst om huvudstaden Bryssel. Spiennes ligger 44 meter över havet och antalet invånare är 899. Orten är känd för sina förhistoriska flintgruvor, som är ett av UNESCOs världsarv.
Terrängen runt Spiennes är huvudsakligen platt. Spiennes ligger nere i en dal. Runt Spiennes är det ganska tätbefolkat, med 129 invånare per kvadratkilometer.. Närmaste större samhälle är Mons, 4,1 km nordväst om Spiennes. 
Trakten runt Spiennes består till största delen av jordbruksmark.